# Logis de Nanteuil
Le logis de Nanteuil domine la vallée de l'Échelle à Sers près d'Angoulême en Charente.

## Historique
Le fief, qui relevait de l'évêque d'Angoulême, est attesté en 1427 par l'hommage de Jean de La Mare et Marguerite Chauvin sa femme.
Il appartint pendant plusieurs siècles à la famille de La Garde. François de La Garde était seigneur de Nanteuil en 1648.
Le château changera souvent de propriétaires ce qui sera l'occasion de profondes transformations en particulier aux XVIIe et XIXe siècles.
Le logis, y compris la salle basse et la fuie au sud du château ont été inscrits monuments historiques le 14 avril 1997.

## Architecture
Le logis de Nanteuil d'origine médiévale possède une salle basse intérieure au sous-sol de sa partie occidentale, voûtée avec des arcs doubleaux, qui remonterait au XIVe siècle. 
Le logis, construction rectangulaire du XIVe siècle, a été percé de fenêtres à meneaux au XVe siècle. 
Il est couronné d'un crénelage du XVIIe siècle évoquant Château Chesnel ou Fleurac, restauré au XIXe siècle. 
Il reste une tour du XVIe siècle et des parties du XVIIe siècle.